# Dennis Boutsikaris
Dennis Boutsikaris (Newark, 21 dicembre 1952) è un attore statunitense.
Due volte vincitore dell'Obie Award, è anche narratore di audiolibri, attività per la quale ha ottenuto l'Audie Award.

## Biografia
Nacque a Newark, nel New Jersey, da padre greco e madre ebrea. È cresciuto a Berkeley Heights, nel New Jersey. Laureatosi all'Hampshire College di Amherst, nel Massachusetts, ha partecipato ad uno spettacolo itinerante sul teatro classico con la Acting Company di John Houseman. Ha interpretato diversi ruoli in vari film, tra i quali 4 pazzi in libertà, Crocodile Dundee II, Boys on the Side e In Dreams. Ha inoltre partecipato a diversi film indipendenti, tra cui Cherry Crush, The Education of Charlie Banks e Calling it Quits. Nel film "W." di Oliver Stone interpreta la parte di Paul Wolfowitz. Nel 2012 ha recitato nella pellicola The Bourne Legacy, quarto film della fortunata serie "Bourne".
Ha ricoperto il ruolo principale nelle serie TV Stat, The Jackie Thomas Show e Misery Loves Company. Ha anche ricoperto ruoli ricorrenti nelle seguenti serie: 100 Centre Street, Mary Benjamin, Trinity, ER - Medici in prima linea, Law & Order e, più recentemente, nella serie di Showtime Shameless. Ha interpretato ruoli di primo piano in singoli episodi di serie televisive, come quello del Dott. Peter Voss nell'episodio "Brand X" di X-Files (2000), o nel 20º episodio della seconda stagione di Person of Interest (2013).
Ha fatto inoltre parte della serie State of Affairs della NBC, la serie televisiva che segna il ritorno di Katherine Heigl. Nel 2012, ha anche recitato nel ruolo di Jack Quayle nell'episodio Collateral Damage, nella seconda stagione di Blue Bloods, prodotta dalla CBS. Nel 2015 e nel 2016 ha interpretato il ruolo dell'avvocato Rick Schweikart nella serie americana Better Call Saul. Nel 2017 è stato scelto per ricoprire il ruolo di Henry Roarke nella serie thriller ABC Quantico.
Ha recitato in oltre venti film per la televisione, tra cui Chasing the Dragon (con Markie Post), And Then There Was One (con Amy Madigan), Three Lives of Karen (con Gail O'Grady), Survival on the Mountain, Per mancanza di prove, e nel ruolo di Woody Allen nella miniserie Love and Betrayal: The Mia Farrow Story (con Patsy Kensit).

### Teatro
A Broadway Boutsikaris è diventato il primo americano a interpretare Mozart, nella rappresentazione teatrale di Amadeus, e venire diretto da Laurence Olivier in Filumena. Ha recitato nella produzione Off-Broadway di Sight Unseen con grande successo di critica. Ha interpretato Cassio nella rappresentazione teatrale del Giulio Cesare, messa in scena al Delacorte Theatre. Ha inoltre recitato nelle produzioni originali di The Boys Next Door, A Picasso e nel revival di That Championship Season.
Tra le produzioni Off-Broadway è probabilmente noto soprattutto per aver recitato nel ruolo di Jonathan Waxman, nella produzione originale di Sight Unseen al Manhattan Theatre Club e successivamente all'Orpheum Theatre. Per questa performance ha ricevuto, sia l'Obie Award, che una nomination per il Drama Desk Award. Al Geffen Theatre di Los Angeles è apparso nella prima rappresentazione di The Old Neighborhood di David Mamet e nel 2007, in The Quality of Life di Jane Anderson con Laurie Metcalf e Jo Beth Williams. Per questa performance ha ricevuto il Backstage West Garland Award come miglior attore, ed è stato nominato come miglior attore per il L.A. Critics Drama Circle e per gli LA Alliance Ovation Awards.
Nel 2009 ha recitato a Brodway nei revival di Brighton Beach Memoirs e Broadway Bound. Il primo ha debuttato con ampi consensi della critica, chiudendo comunque solo dopo una settimana mentre il secondo non è mai cominciato. Ha continuato la sua collaborazione con Laurie Metcalf in The Other Place.

### Produzione di audiolibri
La sua voce può essere ascoltata in più di 100 audiolibri e ha ricevuto otto Audie Awards e come migliore voce dell'Anno dalla rivista AudioFile.

### Premi
Ha ricevuto numerosi premi: due Obie Awards, uno nel 1985 per Outstanding Performance in Nest of the Woodgrouse al New York Shakespeare Festival, diretto da Joseph Papp; e uno nel 1992, sempre con l'Outstanding Performance in Sight Unseen al Manhattan Theatre Club. Ha anche ricevuto una nomination al Drama Desk Award come miglior attore per Sight Unseen, oltre ad una candidatura al Cable ACE, nel 1995, come miglior attore non protagonista per Chasing the Dragon. È stato nominato per il People's Choice Award come miglior nuovo attore. Ha ricevuto il premio come migliore attore allo Staten Island Film Festival e al Long Island Film Festival per il suo ruolo in Calling It Quits.

## Vita privata
Sposato con l'attrice Deborah Hedwall, i due hanno divorziato nel 2002.

## Filmografia

### Cinema
- Exterminator (The Exterminator), regia di James Glickenhaus (1980)
- War and Love, regia di Moshé Mizrahi (1985)
- Miracolo sull'8ª strada (Batteries Not Inclued), regia di Matthew Robbins (1987)
- Mr. Crocodile Dundee 2, regia di John Cornell (1988)
- 4 pazzi in libertà (The Dream Team), regia di Howard Zieff (1989)
- Bad Boy Story - Il ragazzo che gridava, regia di Juan José Campanella (1991)
- Terza base (Talent for the Game), regia di Robert M. Young (1991)
- A proposito di donne (Boys on the Side), regia di Herbert Ross (1995)
- Surviving Picasso, regia di James Ivory (1996)
- In Dreams, regia di Neil Jordan (1999)
- Taken, regia di Max Fischer (1999)
- Crazy Little Thing, regia di Matthew Miller (2002)
- Cherry Crush, regia di Nicholas DiBella (2007)
- The Education of Charlie Banks, regia di Fred Durst (2007)
- W., regia di Oliver Stone (2008)
- My Soul to Take - Il cacciatore di anime (My Soul to Take), regia di Wes Craven (2010)
- The Bourne Legacy, regia di Tony Gilroy (2012)
- She's Lost Control, regia di Anja Maquardt (2014)
- Freeheld - Amore, giustizia, uguaglianza (Freeheld), regia di Peter Sollet (2015)
- Money Monster - L'altra faccia del denaro (Money Monster), regia di Jodie Foster (2016)
- Cliffs of Freedom, regia di Van Ling (2019)
- Impossible Monsters, regia di Nathan Catucci (2019)
- Violet, regia di Justine Bateman (2021)
- Pinball: The Man Who Saved The Game, regia di Austin e Meredith Bragg (2022)

### Televisione
- Mary Benjamin - serie TV, 10 episodi (1981-1982)
- Un giustiziere a New York (The Equalizer) - serie TV, episodi 3x04-4x16 (1987-1989)
- Law & Order - I due volti della giustizia (Law & Order) - serie TV, 7 episodi (1990-2004)
- Matlock - serie TV, episodio 4x15 (1990)
- Stat - serie TV (1991)
- The Jackie Thomas Show - serie TV, 18 episodi (1992-1993)
- La signora in giallo (Murder, She Wrote) - serie TV, episodio 10x15 (1994)
- Murphy Brown - serie TV, episodio 6x14 (1994)
- Misery Loves Company - serie TV, 8 episodi (1995)
- The Burning Zone - serie TV, episodio 1x07 (1996)
- Trinity - serie TV, 6 episodi (1998-1999)
- Un detective in corsia (Diagnosis: Murder) - serie TV, episodi 5x24-5x25 (1998)
- E.R. - Medici in prima linea (ER) - serie TV, 4 episodi (1998)
- Law & Order - Unità vittime speciali (Law & Order: Special Victims Unit) - serie TV, 3 episodi (1999-2014)
- Il tocco di un angelo (Touched by an Angel) - serie TV, episodio 6x18 (2000)
- X-Files (The X-Files) - serie TV, episodio 7x18 (2000)
- Bull - serie TV, episodio 1x01 (2000)
- Il fuggitivo (The Fugitive) - serie TV, episodi 1x21-1x22 (2001)
- The Practice - Professione avvocati (The Practice) - serie TV, episodio 6x13 (2002)
- 100 Centre Street - serie TV, 9 episodi (2002)
- Detective Monk (Monk) - serie TV, episodio 1x06 (2002)
- Settimo cielo (7th Heaven) - serie TV, episodio 8x10 (2003)
- Related - serie TV, 4 episodi (2005-2006)
- Crossing Jordan - serie TV, episodio 4x13 (2005)
- Six Degrees - Sei gradi di separazione (Six Degrees) - serie TV, 4 episodi (2006-2007)
- Criminal Minds - serie TV, episodio 1x17 (2006)
- CSI - Scena del crimine (CSI: Crime Scene Investigation) - serie TV, episodio 7x22 (2007)
- Law & Order: Criminal Intent - serie TV, episodio 8x04 (2009)
- Grey's Anatomy - serie TV, episodio 6x17 (2010)
- Dr. House - Medical Division (House, M.D.) - serie TV, episodio 6x16 (2010)
- Shameless - serie TV, 5 episodi (2011-2012)
- The Good Wife - serie TV, episodi 2x15-3x20 (2011-2012)
- Blue Bloods - serie TV, episodio 2x21 (2012)
- The Mentalist - serie TV, episodio 5x11 (2013)
- Elementary - serie TV, episodio 1x17 (2013)
- Body of Proof - serie TV, episodio 3x09 (2013)
- Person of Interest - serie TV, episodio 2x20 (2013)
- State of Affairs - serie TV, episodio 1x01 (2014)
- Better Call Saul - serie TV, 15 episodi (2015-2022)
- Madam Secretary - serie TV, episodio 1x18 (2015)
- Billions - serie TV, 4 episodi (2016-2018)
- Salvation - serie TV, 11 episodi (2017-2018)
- Quantico - serie TV, 6 episodi (2017)
- MacGyver - serie TV, episodio 3x03 (2018)
- Blindspot - serie TV, episodi 4x21-4x22 (2019)
- Prodigal Son - serie TV, episodio 1x13 (2020)
- The Blacklist - serie TV, episodio 7x15 (2020)
- The Equalizer - serie TV, episodio 2x13 (2022)
- Sugar - miniserie TV, 8 episodi (2024)

## Doppiatori italiani
Nelle versioni in italiano delle opere in cui ha recitato, Dennis Boutsikaris è stato doppiato da:
- Angelo Maggi in Law & Order - I due volti della giustizia (ep. 1x04, 3x04), The Bourne Legacy, Money Monster - L'altra faccia del denaro
- Antonio Sanna in Criminal Minds, Salvation, Bull
- Massimo Lodolo in Miracolo sull'8ª strada, Law & Order - I due volti della giustizia (ep. 8x13)
- Mario Cordova in Mr. Crocodile Dundee 2, Body of Proof
- Dario Penne in Medium, Close to Home - Giustizia ad ogni costo
- Stefano Benassi in A proposito di donne, Better Call Saul
- Saverio Indrio in Law & Order - Unità vittime speciali (ep. 1x02), The Blacklist
- Luca Biagini in The Good Wife, Blindspot
- Marco Mete in Elementary, Freeheld - Amore, giustizia, uguaglianza
- Luca Ward in 4 pazzi in libertà
- Francesco Pannofino in Surviving Picasso
- Enzo Avolio in In Dreams
- Danilo De Girolamo in Law & Order - I due volti della giustizia (ep. 7x03)
- Francesco Prando in Law & Order - I due volti della giustizia (ep. 11x08)
- Roberto Pedicini in Law & Order - I due volti della giustizia (ep. 12x10)
- Sergio Di Stefano in Law & Order - I due volti della giustizia (ep. 14x17)
- Fabrizio Temperini in X-Files
- Nino D'Agata in CSI - Scena del crimine
- Germano Basile in W.
- Roberto Accornero in Law & Order: Criminal Intent
- Gino La Monica in Dr. House - Medical Division
- Gerolamo Alchieri in Grey's Anatomy
- Enrico Pallini in Shameless
- Mino Caprio in Blue Bloods
- Pasquale Anselmo in The Mentalist
- Ambrogio Colombo in Person of Interest
- Vittorio Guerrieri in Law & Order - Unità vittime speciali (ep. 16x03)
- Luca Dal Fabbro in Billions
- Edoardo Siravo in Quantico
- Pino Ammendola in FBI
- Guido Sagliocca in The Equalizer
- Dario Oppido in Sugar